# Super Mortadelo
Super Mortadelo fue un tebeo lanzado en 1972 por Editorial Bruguera, el segundo de los suyos en emplear el prefijo "super" tras "Super Pulgarcito" (1970) y antes de "Super Zipi y Zape" (1972), "Super Tío Vivo", "Super DDT" (1973) o "Super Sacarino" (1975). Duró hasta 1983, siendo retomada por Ediciones B en 1987.

## Primera época: Bruguera (1972-1986)
| Años | Números | Título                            | Historias de "continuará"                                               | Autoría                    | Procedencia |
| ---- | ------- | --------------------------------- | ----------------------------------------------------------------------- | -------------------------- | ----------- |
| 1972 | 1, 2    | Alí-olí, vendedor oriental        |                                                                         | Vázquez                    |             |
| 1972 | 1       | Doña Urraca                       |                                                                         | Schmidt                    |             |
| 1972 | 1, 2,   | Anacleto, agente secreto          |                                                                         | Manuel Vázquez             |             |
| 1972 | 1, 2,   | Sir Tim O'Theo                    |                                                                         | Andrés Martín/Raf          |             |
| 1972 | 1, 2,   | Mortadelo y Filemón               |                                                                         | Francisco Ibáñez           |             |
| 1972 | 1       | Serafín Doblones                  |                                                                         | Bernet Toledano            |             |
| 1972 | 1, 2,   | Caco y Coco                       |                                                                         | Luis Allué                 | Mortadelo   |
| 1972 | 1, 2,   | Segis y Olivio                    |                                                                         | Jaume Rovira               | Mortadelo   |
| 1972 | 1, 2,   | Mac Fisghón, detective de afición |                                                                         | Luis Allué                 | Nueva       |
| 1972 | 1, 2,   | Cuervo Loco, pica, pero pica poco |                                                                         | Reg Parlett                | IPC Media   |
| 1972 | 1, 2,   | Pepe Barrena                      |                                                                         | Roberto Segura             |             |
| 1972 | 1, 2,   | Topolino                          |                                                                         | Alfons Figueras            |             |
| 1972 | 1-69    | Supernova                         | El asesino de las estrellas (núm. 1 a 2) Spaghetti Western (núm. 3 a 4) | Víctor Alcázar/José Bielsa | Nueva       |
| 1972 | 2       | La abuelita Paz                   |                                                                         | Vázquez                    |             |
| 1980 | 99-106  | Gora-Gopal                        |                                                                         | Carrillo                   |             |
| 1982 | 148-    | Choni Biela                       |                                                                         | Franckfurt                 |             |
| 1984 |         | Los Mercenarios                   |                                                                         | Carrillo                   |             |

Desapareció en 1986, habiendo alcanzado los 277 números.

## Segunda época: Ediciones B (1987-1993)
Bajo la dirección de Mercedes Blanco, alcanzó las 144 entregas.
| Años | Números | Serie                                          | Historias de "continuará" | Autoría                    | Procedencia |
| ---- | ------- | ---------------------------------------------- | ------------------------- | -------------------------- | ----------- |
| 1988 | 1-      | Mortadelo y Filemón                            | El superpatadón (1-2)     | Jesús de Cos               |             |
| 1988 | 1-      | Rebuznos en el espacio                         |                           | Cera/Marco                 |             |
| 1988 | 1-      | Tranqui y Tronco                               |                           | March                      |             |
| 1988 | 1-      | Segis y Olivio                                 |                           | Rovira                     |             |
| 1988 | 1-      | Los señores de Alcorcón y el holgazán de Pepón |                           | Segura                     |             |
| 1988 | 1-      | Sporty                                         |                           | Ramis                      |             |
| 1988 | 1-      | Hug el Troglodita                              |                           | Gosset                     |             |
| 1988 | 1-      | Sir Tim O'Theo                                 |                           | Andreu Martín/Raf y equipo |             |
| 1988 | 1-      | Pepe Trola                                     |                           | J. Fernández/Jiaser        |             |
| 1988 | 1-      | Cebolleta                                      |                           | Vázquez                    | Reedición   |
| 1988 | 16-     | Tipos peligrosos                               |                           | Vázquez                    | Nueva       |
| 1988 |         | Las cartas boca arriba                         |                           | Vázquez                    | Nueva       |
|      |         | Tinieblo Lalosa                                |                           | Raoul Cauvin/Marc Hardy    | Spirou      |